# Président de la république du Kenya
Le président de la république du Kenya (en anglais : President of the Republic of Kenya) est le chef de l'État du Kenya. Ses compétences politiques et institutionnelles sont régies par la Constitution.

## Système électoral
Le président de la république du Kenya est élu selon une version modifiée du scrutin uninominal majoritaire à deux tours pour un mandat de cinq ans, renouvelable une fois. Pour remporter le premier tour, un candidat doit obtenir la majorité absolue des suffrages exprimés ainsi qu'au moins 25 % dans plus de la moitié des 47 comtés. À défaut, un second tour a lieu entre les deux candidats ayant obtenu le plus grand nombre de votes au premier tour, et celui recueillant le plus de votes est déclaré élu.
Le vice-président est élu en même temps que le président en tant que colistier. Il termine le mandat du président élu en cas d'incapacité de ce dernier.

## Drapeaux présidentiels

Premier drapeau présidentiel du Kenya (1963–1970)
Drapeau présidentiel de Jomo Kenyatta (1963–1978)
Drapeau présidentiel de Daniel Arap Moi (1978–2002)
Drapeau présidentiel de Mwai Kibaki (2002–2013)
Drapeau présidentiel de Uhuru Kenyatta (2013–2022)
Drapeau présidentiel de William Ruto (2022–)